# European Poker Tour (6.ª temporada)
A sexta temporada do European Poker Tour foi disputada entre agosto de 2009 e abril de 2010. 

## Resultados

### EPT 6Kiev
- Cassino: Kyiv Sports Palace, Kiev, Ucrânia
- Buy-in: €4.700 + €300
- Duração do evento: 18 de agosto a 23 de agosto de 2009
- Número de buy-ins: 296
- Premiação total: €1.391.200
- Número de premiados: 40

| Mesa final | Mesa final          | Mesa final |
| Pos.       | Nome                | Prêmio     |
| ---------- | ------------------- | ---------- |
| 1º         | Maxim Lykov         | €330.000   |
| 2º         | Alexander Dovzhenko | €220.000   |
| 3º         | Vitaly Tolokonnikov | €140.000   |
| 4º         | Arthur Simonyan     | €100.000   |
| 5º         | Lucasz Plichta      | €80.000    |
| 6º         | Ad Schaap           | €60.000    |
| 7º         | Torsten Tent        | €45.000    |
| 8º         | Vadim Markushevski  | €30.000    |

### EPT 6Barcelona
- Cassino: Casino Barcelona, Barcelona, Espanha
- Buy-in: €8.000 + €300
- Duração do evento: 4 de setembro a 9 de setembro 2009
- Número de buy-ins: 479
- Premiação total: €3.832.000
- Número de premiados: 72

| Mesa final | Mesa final        | Mesa final |
| Pos.       | Nome              | Prêmio     |
| ---------- | ----------------- | ---------- |
| 1º         | Carter Phillips   | €850.000   |
| 2º         | Marc Goodwin      | €530.000   |
| 3º         | Santiago Terrazas | €300.000   |
| 4º         | Mihai Manole      | €250.000   |
| 5º         | Asa Gregory Smith | €200.000   |
| 6º         | Toni Ville Ojala  | €160.000   |
| 7º         | Matt Lapossie     | €120.000   |
| 8º         | Georgios Kapalas  | €80.000    |

### EPT 6Londres
- Cassino: Hilton London Metropole, Londres, Inglaterra
- Buy-in: £5.000 + £250
- Duração do evento: 2 de outubro a 7 de outubro de 2009
- Número de buy-ins: 730
- Premiação total: £3.540.500
- Número de premeiados: 104

| Mesa final | Mesa final        | Mesa final      | Mesa final      |
| Pos.       | Nome              | Prêmio Original | Prêmio em Euros |
| ---------- | ----------------- | --------------- | --------------- |
| 1º         | Aaron Gustavson   | £850.000        | €923.908        |
| 2º         | Peter Eastgate    | £530.000        | €576.084        |
| 3º         | Nikolai Senninger | £285.000        | €309.781        |
| 4º         | Michael Gudvangen | £227.000        | €246.738        |
| 5º         | Dominic Cullen    | £173.000        | €188.042        |
| 6º         | Rui Milhomens     | £124.000        | €134.782        |
| 7º         | Raymond Wu        | £87.000         | €94.565         |
| 8º         | Karim Bennani     | £50.100         | €54.456         |

### EPT 6Varsóvia
- Cassino: Casinos Poland Hyatt Regency, Varsóvia, Polônia
- Buy-in: 23.500 + 1.500 PLN
- Duração do evento: 20 de outubro a 25 de outubro de 2009
- Número de buy-ins: 207
- Premiação total: 4.770.500 PLN
- Número de premiados: 24

| Mesa final | Mesa final           | Mesa final      | Mesa final      |
| Pos.       | Nome                 | Prêmio Original | Prêmio Em Euros |
| ---------- | -------------------- | --------------- | --------------- |
| 1º         | Christophe Benzimra  | 1.493.170 PLN   | €357.689        |
| 2º         | Alfio Battisti       | 834.840 PLN     | €199.986        |
| 3º         | Oleksandr Vaserfirer | 500.900 PLN     | €119.991        |
| 4º         | Luca Pagano          | 357.790 PLN     | €85.709         |
| 5º         | Ruslan Prydryk       | 295.770 PLN     | €70.852         |
| 6º         | Clayton Mozdzen      | 233.750 PLN     | €55.995         |
| 7º         | Alexander Klimashin  | 186.050 PLN     | €44.568         |
| 8º         | Anatoly Gurtovoy     | 133.570 PLN     | €31.997         |

### EPT 6Vilamoura
- Cassino: Vilamoura Casino, Vilamoura, Portugal
- Buy-in: €5.000 + €300
- Duração do evento: 17 de novembro a 22 de novembro de 2009
- Número de buy-ins: 322
- Premiação total: €1.561.700
- Número de premiados: 48

| Mesa final | Mesa final       | Mesa final |
| Pos.       | Nome             | Prêmio     |
| ---------- | ---------------- | ---------- |
| 1º         | António Matias   | €404.793   |
| 2º         | Pierre Neuville  | €257.681   |
| 3º         | Jeff Sarwer      | €156.170   |
| 4º         | Jan Skampa       | €117.128   |
| 5º         | Joao Silva       | €78.085    |
| 6º         | Michel Abecassis | €62.468    |
| 7º         | Ryan Franklin    | €46.851    |
| 8º         | Andrei Vlasenko  | €31.234    |

### EPT 6Praga
- Cassino: Golden Prague Poker Hilton Prague Hotel, Praga, República Checa
- Buy-in: €5.000 + €250
- Duração do evento: 1 de dezembro a 6 de dezembro de 2009
- Número de buy-ins: 586
- Premiação total: €1.561.700
- Número de premiados: 80

| Mesa final | Mesa final      | Mesa final |
| Pos.       | Nome            | Prêmio     |
| ---------- | --------------- | ---------- |
| 1º         | Diogo Monteiro  | €682.000   |
| 2º         | Eyal Avitan     | €454.000   |
| 3º         | Stefan Mattsson | €255.000   |
| 4º         | Anthony Roux    | €171.000   |
| 5º         | Larry Ryan      | €135.000   |
| 6º         | Luca Pagano     | €100.000   |
| 7º         | Gustav Ekerot   | €71.000    |
| 8º         | Sven Eichelbaum | €55.500    |

### EPT 6PokerStars Caribbean Adventure
- Cassino: Atlantis Resort, Bahamas
- Buy-in: $10.000 + $300
- 11-Day Event: 5 de janeiro a 11 de janeiro de 2010
- Número de buy-ins: 1.529
- Premiação total: $14.831.300
- Número de premiados: 224

| Mesa final | Mesa final        | Mesa final |
| Pos.       | Nome              | Prêmio     |
| ---------- | ----------------- | ---------- |
| 1º         | Harrison Gimbel   | $2.200.000 |
| 2º         | Tyler Reiman      | $1.750.000 |
| 3º         | Barry Shulman     | $1.350.000 |
| 4º         | Benjamin Zamani   | $1.000.000 |
| 5º         | Ryan D'Angelo     | $700.000   |
| 6º         | Aage Floenes Ravn | $450.000   |
| 7º         | Zachary Goldberg  | $300.000   |
| 8º         | Tom Koral         | $201.300   |

### EPT 6Deauville
- Cassino: Casino Barriere de Deauville, Deauville, França
- Buy-in: €5.000 + €300
- Duração do evento: 20 de janeiro a 25 de janeiro de 2010
- Número de buy-ins: 768
- Premiação total: €3.686.400
- Número de premiados: 104

| Mesa final | Mesa final         | Mesa final |
| Pos.       | Nome               | Prêmio     |
| ---------- | ------------------ | ---------- |
| 1º         | Jake Cody          | €847.000   |
| 2º         | Teodor Caraba      | €516.000   |
| 3º         | Mike McDonald      | €295.000   |
| 4º         | Craig Bergeron     | €221.000   |
| 5º         | Claudius Secara    | €165.000   |
| 6º         | Stephane Albertini | €129.000   |
| 7º         | Michael Fratty     | €92.000    |
| 8º         | Peter Eastgate     | €70.000    |

### EPT 6Copenhaga
- Cassino: Casino Copenhagen, Copenhaga, Dinamarca
- Buy-in: DKK 35.000 + 2.250
- Duração do evento: 16 de fevereiro a 21 de fevereiro de 2010
- Número de buy-ins: 423
- Premiação total: DKK 14.212.800
- Número de premiados: 56

| Mesa final | Mesa final        | Mesa final    |
| Pos.       | Nome              | Prêmio        |
| ---------- | ----------------- | ------------- |
| 1º         | Anton Wigg        | DKK 3.675.000 |
| 2º         | Francesco De Vivo | DKK 2.275.000 |
| 3º         | Morten Klein      | DKK 1.400.000 |
| 4º         | Yorane Kerignard  | DKK 1.050.000 |
| 5º         | Richard Loth      | DKK 715.000   |
| 6º         | Roberto Romanello | DKK 570.000   |
| 7º         | Morten Guldhammer | DKK 425.000   |
| 8º         | Jesper Petersen   | DKK 282.800   |

### EPT 6Alemanha
- Cassino: Spielbank Berlim em Berlim, Alemanha
- Buy-in: €5,000 + €300
- Duração do evento: 2 de março a 7 de março de 2010
- Número de buy-ins: 945
- Premiação total: €4.725.000
- Número de premiados: 144

| Mesa final | Mesa final        | Mesa final |
| Pos.       | Nome              | Prêmio     |
| ---------- | ----------------- | ---------- |
| 1º         | Kevin MacPhee     | €1.000.000 |
| 2º         | Ilari Tahkokallio | €600.000   |
| 3º         | Marc Inizan       | €350.000   |
| 4º         | Artur Wasek       | €280.000   |
| 5º         | Ketul Nathwani    | €210.000   |
| 6º         | Marcel Koller     | €165.000   |
| 7º         | Marko Neumann     | €120.000   |
| 8º         | Nico Behling      | €72.000    |

### EPT 6 SnowfestSalzburgo
- Cassino: Alpine Palace Card Casino, Salzburgo, Áustria
- Buy-in: €3.500 + €250
- Duração do evento: 21 de março a 26 de março de 2010
- Número de buy-ins: 546
- Premiação total: €1.853.680
- Número de premiados: 80

| Mesa final | Mesa final          | Mesa final |
| Pos.       | Nome                | Prêmio     |
| ---------- | ------------------- | ---------- |
| 1º         | Allan Bække         | €445.000   |
| 2º         | Russell Carson      | €296.000   |
| 3º         | Johannes Strassmann | €166.000   |
| 4º         | Alain Medesan       | €111.000   |
| 5º         | Brent Wheeler       | €88.000    |
| 6º         | Jonathan Schroer    | €65.000    |
| 7º         | Lukas Baumann       | €46.000    |
| 8º         | Daniel van Kalkeren | €37.000    |

### EPT 6San Remo
- Cassino: Casino Sanremo, San Remo, Itália
- Buy-in: €5.000 + €300
- Duração do evento: 15 de abril a 21 de abril de 2010
- Número de buy-ins: 1.240
- Premiação total: €6.014.000
- Número de premiados: 184

| Mesa final | Mesa final              | Mesa final |
| Pos.       | Nome                    | Prêmio     |
| ---------- | ----------------------- | ---------- |
| 1º         | Liv Boeree              | €1.250.000 |
| 2º         | Jakob Carlsson          | €750.000   |
| 3º         | Toni Pettersson         | €420.000   |
| 4º         | Michael Piper           | €345.000   |
| 5º         | Alexey Rybin            | €270.000   |
| 6º         | Giuseppe Diep-Minh-Khoa | €210.000   |
| 7º         | Claudio Piceci          | €150.000   |
| 8º         | Atanas Gueorguiev       | €90.000    |

### EPT 6Monte CarloGrand Final
- Cassino: Monte Carlo Bay Hotel & Resort, Monte Carlo, Mônaco
- Buy-in: €10.000 + €600
- Duração do evento: 25 de abril a 30 de abril de 2010
- Número de buy-ins: 848
- Premiação total: €8.480.000
- Número de premiados:128

| Mesa final | Mesa final           | Mesa final |
| Pos.       | Nome                 | Prêmio     |
| ---------- | -------------------- | ---------- |
| 1º         | Nicolas Chouity      | €1.700.000 |
| 2º         | Josef Klinger        | €1.000.000 |
| 3º         | Dominykas Karmazinas | €700.000   |
| 4º         | Herve Costa          | €500.000   |
| 5º         | Andrew Chen          | €400.000   |
| 6º         | Aleh Plauski         | €300.000   |
| 7º         | Roger Hairabedian    | €200.000   |
| 8º         | Mesbah Guerfi        | €140.000   |